# Collinder 135
Collinder 135, conocido también como cúmulo de Pi Puppis, es un cúmulo abierto en la constelación de Puppis, la popa del Argo Navis. Se encuentra a 840 años luz de distancia.
Contiene cuatro estrellas observables a simple vista y una población extensa de estrellas.
La estrella más prominente es Pi Puppis, que da nombre al cúmulo, una supergigante naranja de magnitud visual +2,71 y tipo espectral K3Ib.
Las estrellas de quinta magnitud son todas variables: NV Puppis es una variable Gamma Cassiopeiae y NW Puppis es una variable Beta Cephei de tipo B3Vne.

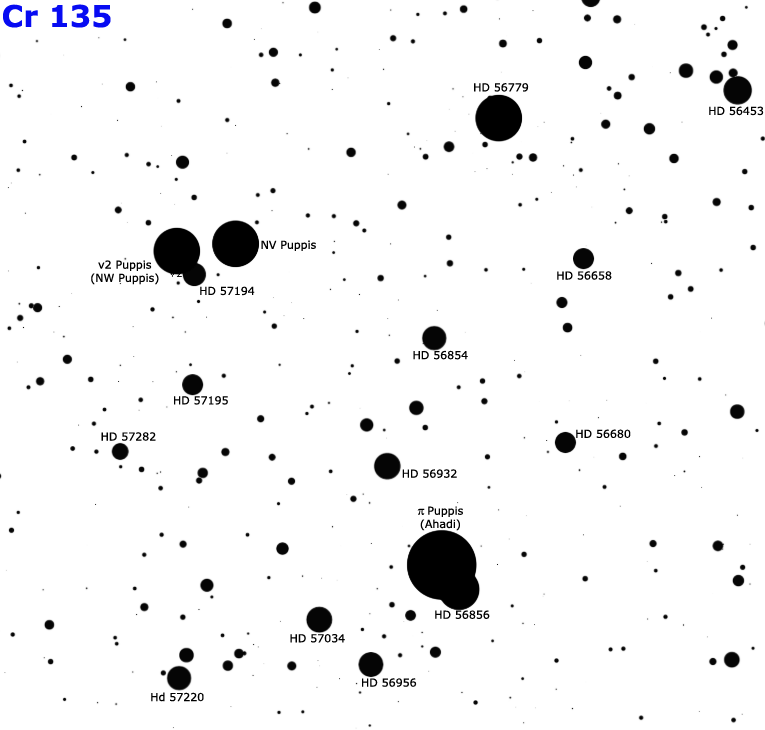
Mapa detallado de Collinder 135